# Dantumadeel

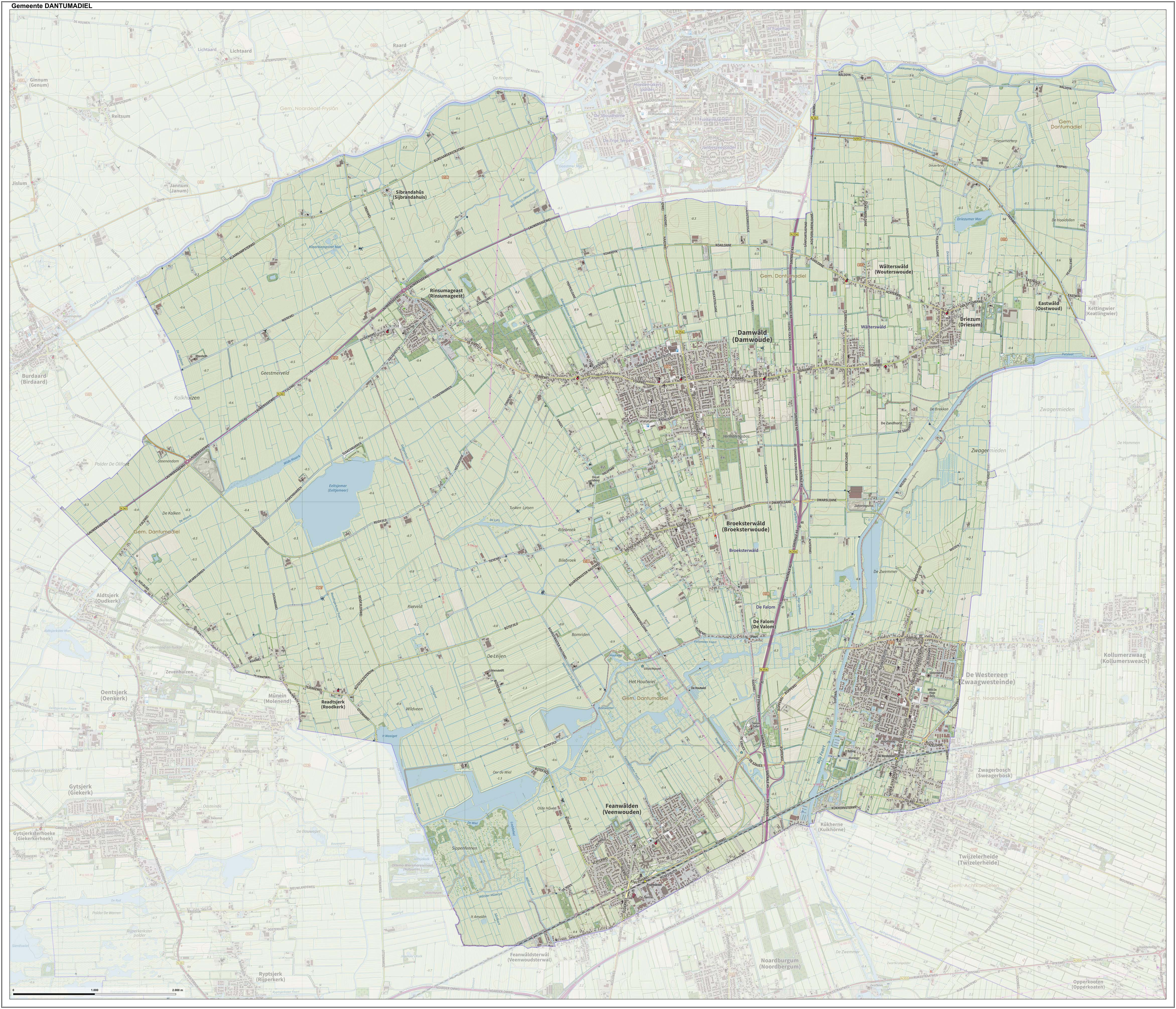
Topografische gemeentekaart van Dantumadeel, september 2023

Dantumadeel (uitspraakⓘ) (officieel, Fries: Dantumadiel ([’dɔntümadi.əl],uitspraakⓘ) is een gemeente in het noordoosten van de Nederlandse provincie Friesland. De gemeente telt 19.135 inwoners (22 november 2024, bron: CBS) en heeft een oppervlakte van 87 km², waarvan 1,78 km² water. De gemeente Dantumadeel is binnen de streek van de Friese Wouden centraal gelegen in de Dokkumer Wouden.

## Kernen
De gemeente telt 11 officiële kernen. Sinds 1 januari 2009 zijn de Friese namen de officiële. Ook de gemeentenaam werd op die datum officieel gewijzigd in 'Dantumadiel'. Waar voorheen op de plaats- en straatnaamborden zowel de Friese als de Nederlandse namen werden vermeld, worden sindsdien alleen nog de officiële Friese namen vermeld.

### Dorpen
Aantal inwoners per woonkern op 1 januari 2023:
- * De Westereen is van oorsprong de vorm in het lokale dialect. Tegenwoordig gebruikt men deze vorm ook in het Standaardfries (in plaats van De Westerein).
- ** Inclusief (het tot Dantumadeel behorende deel van) Veenwoudsterwal (Feanwâldsterwâl) (het andere deel valt onder Tietjerksteradeel).

Bron: CBS

### Buurtschappen
Naast deze dorpen bevinden zich in de gemeente de volgende buurtschappen:
- Kuikhorne (Kûkherne) (deels)
- Oostwoud (Eastwâld)

## Geschiedenis
Dantumadeel wordt voor het eerst genoemd in een oorkonde uit 1242. In die tijd was Dantumadeel, of Donthmadeil, zoals het toen bekendstond, een deel van het district Winninghe, het noordelijke gedeelte van Oostergo. De toenmalige Grietenij Dantumadeel werd bestuurd door een grietman die in Rinsumageest en Dantumawoude zetelde. Tot 1881 was Rinsumageest de hoofdplaats van Dantumadeel.
Friesland is in de loop der eeuwen verschillende malen toneel geweest van strijd om de macht. Aan het einde van de 15e eeuw, begin 16e eeuw woedde er een strijd tussen de Schieringers en Vetkopers. Dantumadeel kwam voor korte tijd onder het gezag van Albert III van Saksen. Deze stelde een baljuw aan in Dokkum die tevens Dantumadeel bestuurde. Deze situatie was van korte duur, dus de grietmannen keerden al snel weer terug. Later werd Friesland betrokken bij de strijd tussen hertog Karel van Gelre en de Bourgondische keizer Karel V. In 1515 was er namens beide heersers een grietman gezeteld in Dantumadeel.
Pas bij de gemeentewet van 1851 werden de grietenijen afgeschaft en werden zgn. gemeenten. Deze werden afzonderlijk bestuurd door een burgemeester.
In de loop der tijd is het gebied van Dantumadeel verschillende malen aangepast. Al in 1350 scheidde gebied rond Kollum, Oostbroekland, zich af en werd Kollumerland. Dokkum annexeerde verschillende malen gedeelten van Dantumadeel, zodat het kon uitbreiden. Bij de gemeentelijke herindeling van 1 mei 1984 gingen de plaatsen Birdaard en Janum over naar de gemeente Ferwerderadeel.

## Bestuur en politiek

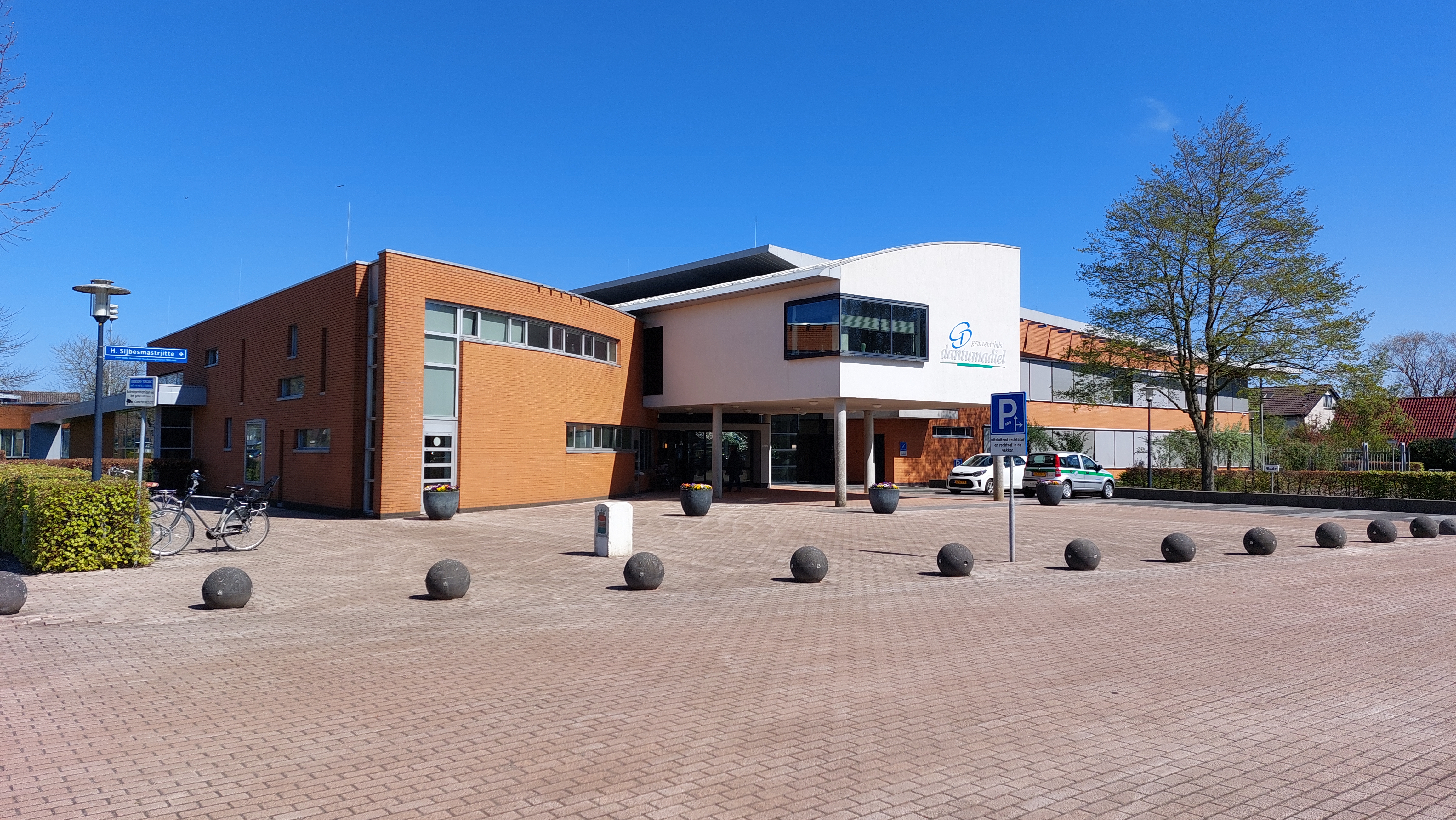
Gemeentehuis in Damwoude

Het bestuur in de gemeente Dantumadeel ligt in handen van de gemeenteraad, het college van B&W en de burgemeester. Op 8 november 2024 volgde Anja Haga Klaas Agricola op als waarnemend burgemeester van Dantumadeel na het vertrek van Agricola als waarnemend burgemeester naar De Friese Meren. Het college van B&W wordt sinds 14 mei 2018 gevormd door een coalitie van Gemeentebelangen, Sociaal Links en ChristenUnie. Voor het eerst sinds 1978 en voor het eerst in 40 jaar maakt het CDA er geen deel van uit.
De gemeenteraad van Dantumadeel bestaat uit 17 zetels. Hieronder staat de samenstelling van de gemeenteraad sinds 1931:
| Partij                       | 1931 | 1935 | 1939 | 1946 | 1949 | 1953 | 1958 | 1962 | 1966 | 1970 | 1974 | 1978 | 1982 | 1986 | 1990 | 1994 | 1998 | 2002 | 2006 | 2010 | 2014 | 2018 | 2022 |
| ---------------------------- | ---- | ---- | ---- | ---- | ---- | ---- | ---- | ---- | ---- | ---- | ---- | ---- | ---- | ---- | ---- | ---- | ---- | ---- | ---- | ---- | ---- | ---- | ---- |
| CDA                          | -    | -    | -    | -    | -    | -    | -    | -    | -    | -    | -    | 8    | 7    | 6    | 6    | 4    | 5    | 5    | 4    | 5    | 5    | 5    | 4    |
| ChristenUnie                 | -    | -    | -    | -    | -    | -    | -    | -    | -    | -    | -    | -    | -    | -    | -    | -    | 3    | 3    | 2    | 2    | 3    | 3    | 3    |
| Gemeentebelangen Dantumadiel | -    | -    | -    | -    | -    | -    | -    | -    | -    | -    | -    | -    | -    | -    | -    | -    | -    | -    | -    | -    | -    | 3    | 3    |
| Sociaal Links                | -    | -    | -    | -    | -    | -    | -    | -    | -    | -    | -    | -    | -    | -    | -    | -    | -    | -    | -    | -    | -    | 3    | 3    |
| FNP                          | -    | -    | -    | -    | -    | -    | -    | -    | -    | -    | 1    | -    | -    | -    | -    | -    | -    | 2    | 2    | 1    | 2    | 1    | 2    |
| SGP                          | 1    | 1    | 1    | 1    | 2    | 2    | 1    | 2    | 1    | 2    | 2    | 2    | 2    | 1    | 1    | 1    | 1    | 1    | 1    | 1    | 1    | 1    | 1    |
| Belang Van Nederland         | -    | -    | -    | -    | -    | -    | -    | -    | -    | -    | -    | -    | -    | -    | -    | -    | -    | -    | -    | -    | -    | -    | 1    |
| ARP                          | 6    | 5    | 6    | 7    | 6    | 6    | 6    | 6    | 5    | 6    | 5    | -    | -    | -    | -    | -    | -    | -    | -    | -    | -    | -    | -    |
| CHU                          | 4    | 4    | 4    | 4    | 4    | 4    | 4    | 3    | 4    | 3    | 3    | -    | -    | -    | -    | -    | -    | -    | -    | -    | -    | -    | -    |
| VVD                          | -    | -    | -    | 1    | 1    | 1    | 1    | 1    | 1    | 2    | 2    | 2    | 2    | 2    | 1    | 1    | 1    | 1    | -    | -    | -    | 1    | -    |
| LSP                          | 2    | 2    | 2    | -    | -    | -    | -    | -    | -    | -    | -    | -    | -    | -    | -    | -    | -    | -    | -    | -    | -    | -    | -    |
| PvdA                         | -    | -    | -    | 4    | 4    | 4    | 5    | 5    | 4    | 4    | 4    | 5    | 3    | 5    | 5    | 3    | 4    | 2    | 4    | 3    | 2    | -    | -    |
| SDAP                         | 3    | 4    | 3    | -    | -    | -    | -    | -    | -    | -    | -    | -    | -    | -    | -    | -    | -    | -    | -    | -    | -    | -    | -    |
| CDU                          | 1    | 1    | 1    | -    | -    | -    | -    | -    | -    | -    | -    | -    | -    | -    | -    | -    | -    | -    | -    | -    | -    | -    | -    |
| Dantumadiel'82*              | -    | -    | -    | -    | -    | -    | -    | -    | -    | -    | -    | -    | 2    | 2    | 2    | 6    | 3    | 3    | 4    | 3    | 2    | -    | -    |
| Lagere Lasten D'diel*        | -    | -    | -    | -    | -    | -    | -    | -    | -    | -    | -    | -    | -    | -    | -    | -    | -    | -    | -    | 2    | 2    | -    | -    |
| RPF/GPV                      | -    | -    | -    | -    | -    | -    | -    | -    | -    | -    | -    | -    | -    | 1    | 1    | 2    | -    | -    | -    | -    | -    | -    | -    |
| BP                           | -    | -    | -    | -    | -    | -    | -    | -    | 2    | -    | -    | -    | -    | -    | -    | -    | -    | -    | -    | -    | -    | -    | -    |
| Totaal                       | 17   | 17   | 17   | 17   | 17   | 17   | 17   | 17   | 17   | 17   | 17   | 17   | 17   | 17   | 17   | 17   | 17   | 17   | 17   | 17   | 17   | 17   | 17   |

- * In 2018 deden Dantumadiel'82 (D82) en Lagere Lasten Dantumadiel (LLD) onder de naam Gemeentebelangen Dantumadiel gezamenlijk mee aan de verkiezingen.

### Samenwerking
De ambtelijke organisatie van de gemeente is per 1 januari 2017 ambtelijk gefuseerd met drie andere gemeenten in Noordoost-Friesland: Dongeradeel, Ferwerderadeel en Kollumerland, die opgingen in de gemeente Noardeast-Fryslân. Op 1 januari 2024 is de samenwerking met Noardeast-Fryslân beëindigd en heeft Dantumadiel een eigen ambtelijke organisatie.
Op 29 maart 2016 besloot de raad als enige van de vier af te zien van een bestuurlijke fusie per 2019.

## Cultuur

### Monumenten
In de gemeente zijn er een aantal rijksmonumenten en oorlogsmonumenten, zie:
- Lijst van rijksmonumenten in Dantumadeel
- Lijst van oorlogsmonumenten in Dantumadeel

### Kunst in de openbare ruimte
In de gemeente zijn diverse gebouwen, beelden, sculpturen en objecten geplaatst in de openbare ruimte, zie:
- Lijst van beelden in Dantumadeel

## Kerk en geloof
De dorpen Driezum en Wouterswoude staan bekend als een reformatorische enclave in Friesland.
Vanouds was Dantumadeel een bolwerk van de Gereformeerde Kerk en de Anti-Revolutionaire Partij (in 1980 opgegaan in het CDA). Sinds de jaren zeventig is met name de positie van de Christelijke Gereformeerde Kerken sterk gegroeid. De zondagsrust wordt sterk in acht genomen.
Dantumadeel wordt soms gerekend tot de Bijbelgordel. Een groot gedeelte van de bevolking is christelijk, waaronder bevindelijk gereformeerden. Er zijn daarom ook veel kerken:
- Nederlandse Hervormde Kerk (PKN Gereformeerde Bond)
- Oud Gereformeerde Gemeenten in Nederland
- Hersteld Hervormde Gemeente
- CGK
- Protestantse Kerk in Nederland
- Doopsgezinden
- Jehova's getuigen
- Pinksterbeweging

## Geboren in Dantumadeel
- Tsead Bruinja (1974), dichter
- Tineke Huizinga (1960), politica, oud-staatssecretaris
- Piet Jongeling (1909-1985), journalist, verzetsstrijder, politicus en kinderboekenschrijver
- Jack Kooistra (1930-2025), nazi-jager
- Meindert Koolstra (1917-1944), geheim agent
- Theo Pijper (1980), grasbaanracer
- Ype Poortinga (1910-1985), schrijver
- Fokke Sierksma (1917-1977), theoloog
- Maurits Pico Diederik van Sytzama (1789-1848), politicus en bestuurder
- Worp van Thabor (14??-1538), schrijver
- Sikke Venema (1937-1999), voormalig topvoetballer
- Theun de Vries (1907-2005), schrijver
- Jannes van der Wal (1956-1996), dammer
- Klaas van der Woude (1954), componist/dirigent
- Johan Zuidema (1948), voormalig profvoetballer

## Aangrenzende gemeenten
| Aangrenzende gemeenten | Aangrenzende gemeenten | Aangrenzende gemeenten | Aangrenzende gemeenten | Aangrenzende gemeenten |
| ---------------------- | ---------------------- | ---------------------- | ---------------------- | ---------------------- |
| Noardeast-Fryslân      |                        |                        |                        |                        |
|                        |                        |                        |                        |                        |
|                        | Noardeast-Fryslân      |                        |                        |                        |
|                        |                        |                        |                        |                        |
|                        |                        | Tietjerksteradeel      |                        | Achtkarspelen          |

Dorpen: Broeksterwoude · Damwoude · De Valom · Zwaagwesteinde · Driesum · Rinsumageest · Roodkerk · Sijbrandahuis · Veenwouden · Veenwoudsterwal (deels) · Wouterswoude 

Buurtschappen: Kuikhorne (deels) · Oostwoud

Voormalige dorpen: Akkerwoude · Dantumawoude · Murmerwoude

Friesland: Steden en dorpen      Nederland: Provincies · Gemeenten
Achtkarspelen · Ameland · Dantumadeel · De Friese Meren · Harlingen · Heerenveen · Leeuwarden · Noardeast-Fryslân · Ooststellingwerf · Opsterland · Schiermonnikoog · Smallingerland · Súdwest-Fryslân · Terschelling · Tietjerksteradeel · Vlieland ·  Waadhoeke · Weststellingwerf

Steden en dorpen · Voormalige gemeenten · Nederland: Provincies · Gemeenten